# モルテローネ
モルテローネ（伊: Morterone） は、イタリア共和国ロンバルディア州レッコ県にある、人口30人たらずの基礎自治体（コムーネ）。
標高1070mの山村で、2015年1月1日時点でのコムーネ人口は38人。ペデジーナ（ソンドリオ県）に次いでイタリアで2番目に人口の少ないコムーネである。

## 名称
地名は、ラテン語の mortarium（沼）あるいは myrtum（ギンバイカ）に由来するという。

## 地理

### 位置・広がり
レッコ県中部、ヴァルサッシーナに位置するコムーネである。モルテローネの集落は、県都レッコから東北東へ 7 km、ベルガモから北西へ 25 km、州都ミラノから北北東へ 51 km の距離にある。県都レッコの隣接コムーネであるが、レセゴーネ山 (Resegone) （1877m）によって隔てられているため、大幅な迂回を強いられる。

#### 隣接コムーネ
隣接するコムーネは以下の通り。BGはベルガモ県所属。
- クレメーノ - 北
- カッシーナ・ヴァルサッシーナ - 北
- モッジョ - 北
- ヴェデゼータ (BG) - 北東
- ブルマーノ (BG) - 南東
- レッコ - 南
- バッラービオ - 西

コムーネは山によって取り囲まれており、隣接するコムーネのうち車道が通じているのはバッラービオのみである。モルテローネ集落からバッラービオ集落（直線距離で西北西へ5km）へは、曲がりくねった山道（県道63号線）を16.4km、標高差にして409m下らなければならない。しかしバッラービオとモルテローネ間の路線バスは無いので、徒歩だと5時間もかかる。

### 地勢・地形
ベルガモ・プレアルプス山脈 (it:Alpi e Prealpi Bergamasche) に連なる山地に囲まれている。
レッコとの間にレセゴーネ山がそびえるが、山頂周辺はレッコの市域に属している。村域の北西端（バッラービオ、モッジョとの境界）にMonte Due Mani（1666m）がある。

### 気候分類・地震分類
気候分類では、zona F, 3592 GGに分類される。
また、イタリアの地震リスク階級 (it) では、zona 3 (sismicità bassa) に分類される。

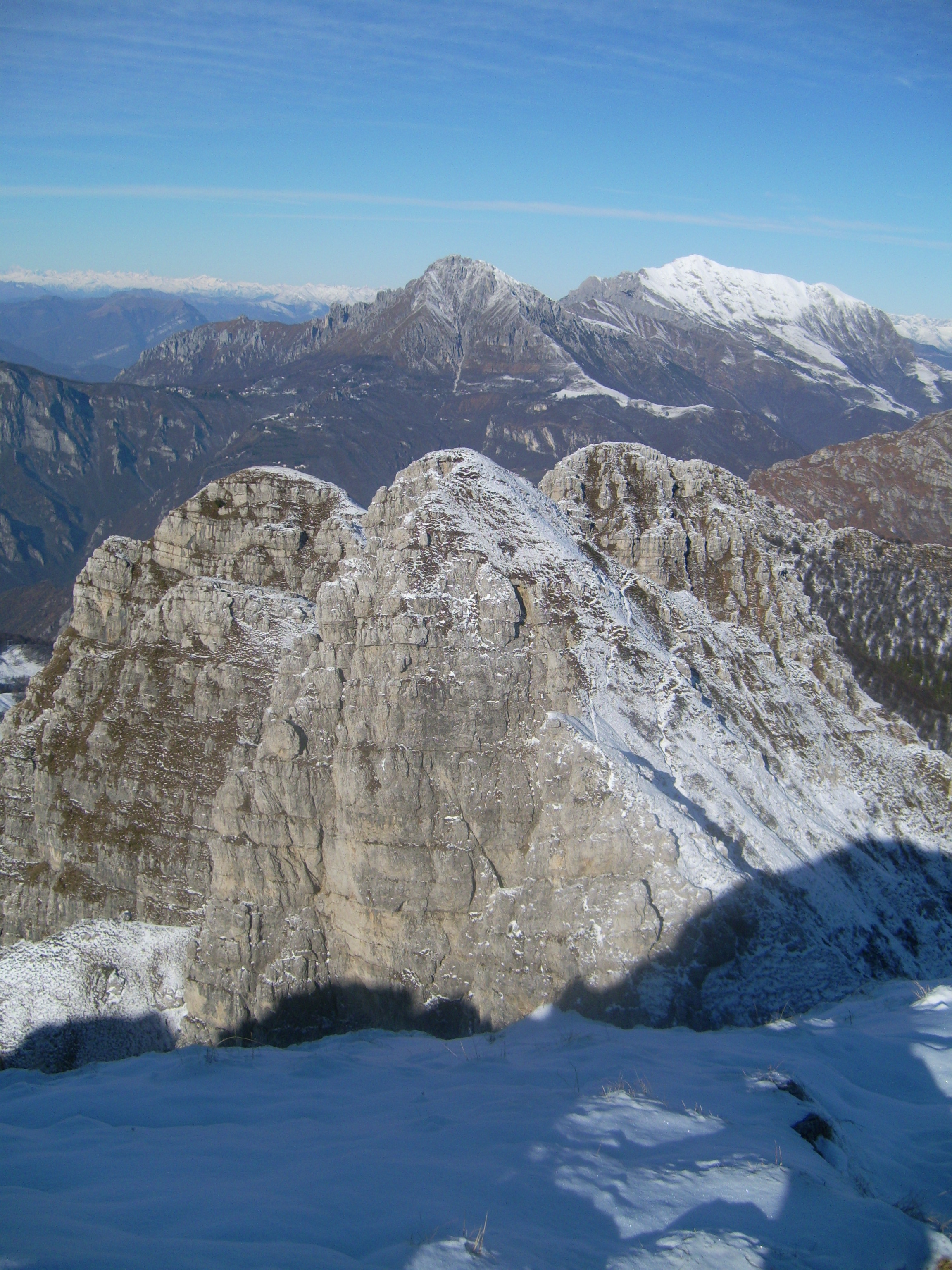
レセゴーネ山
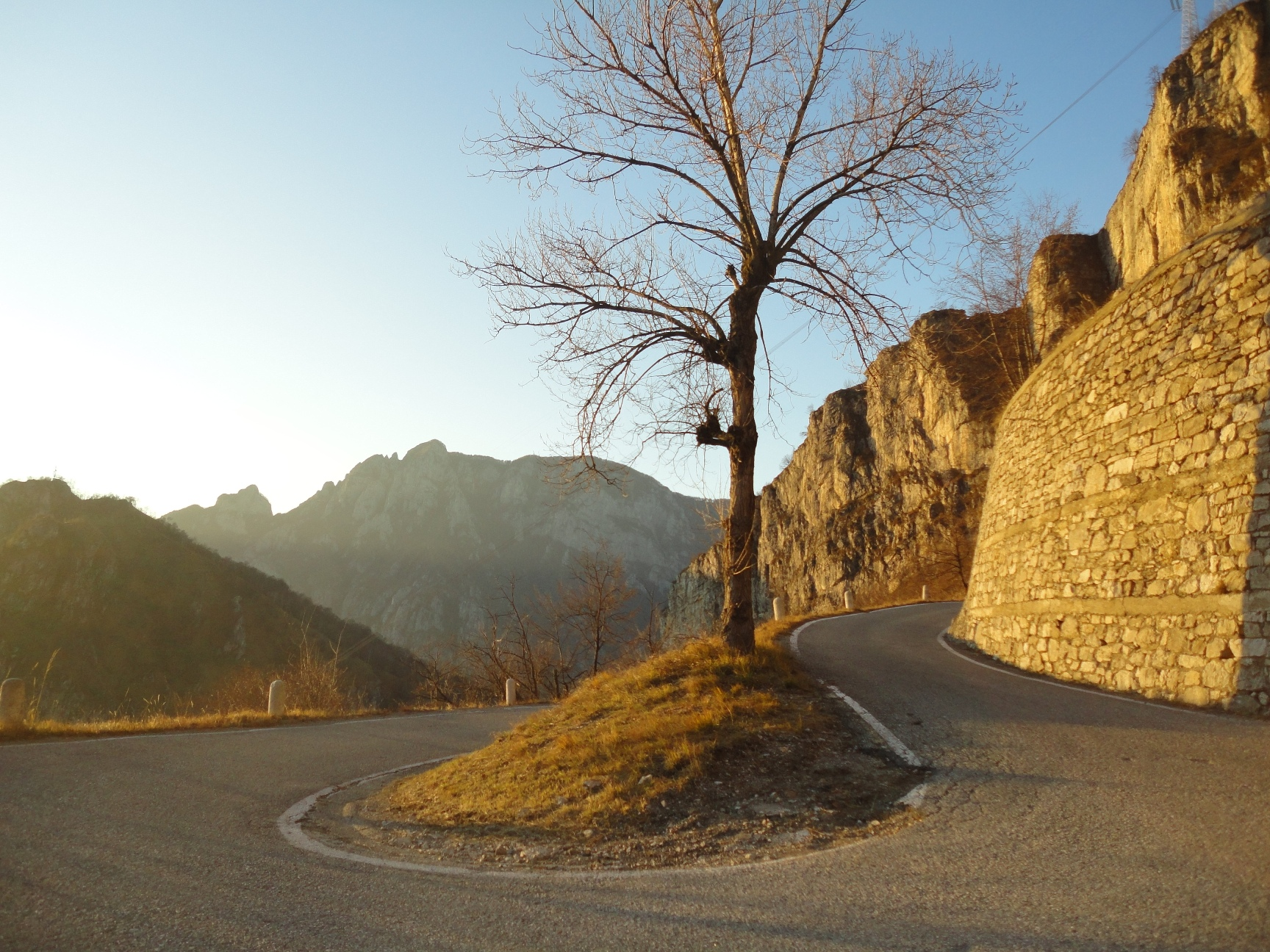
モルテローネに至る道路
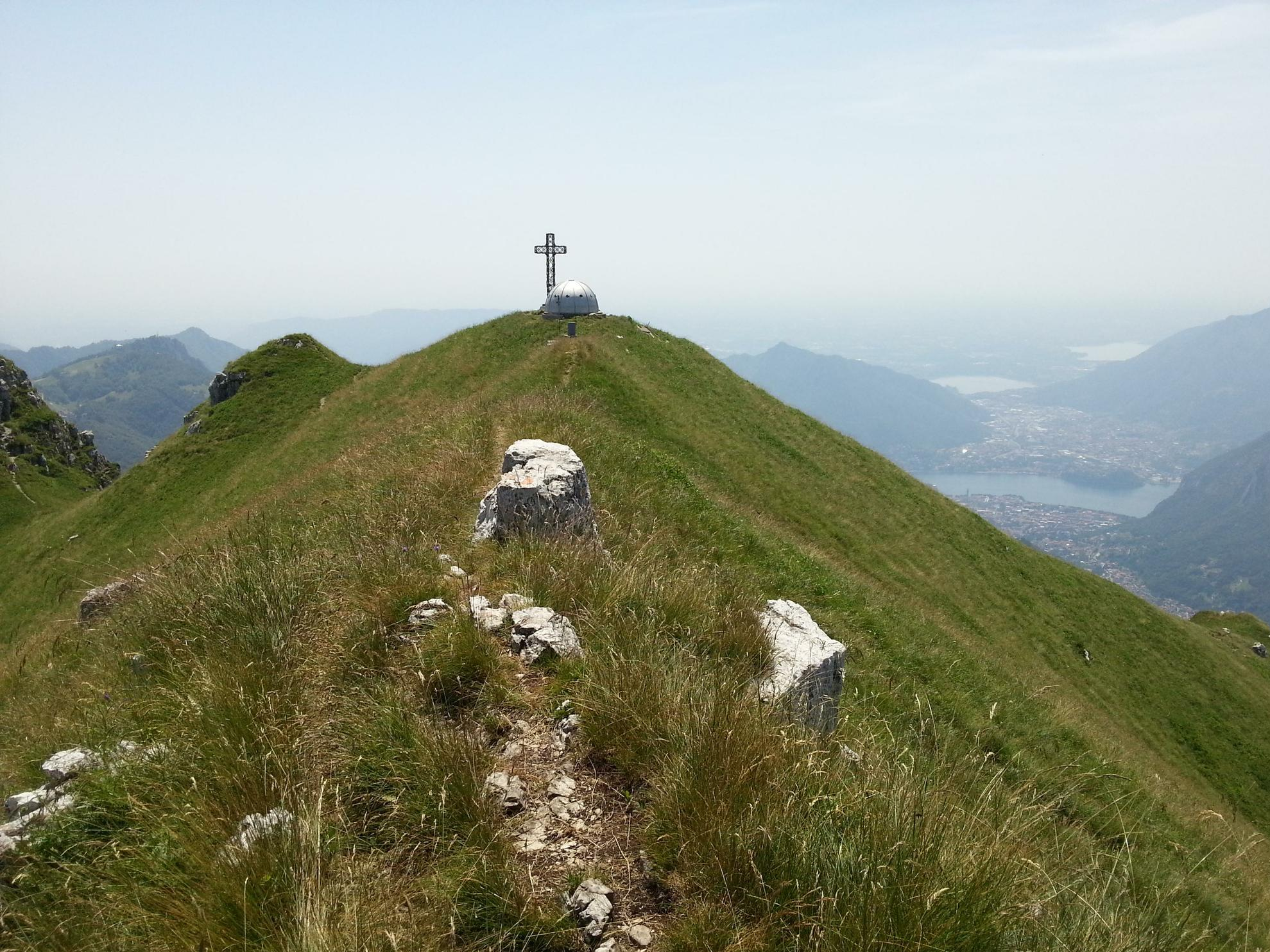
Monte Due Maniからレッコ方面を望む

## 社会

### 経済・産業
かつては酪農や木炭生産が主要産業であった。現在は観光業が主となっており、多くの登山客・観光客が訪れる。

### 人口
かつては400人近い人口を有していたこともあったが、交通の不便さなどから土地を離れる人が増え、1970年前後には100人を割り込んだ。2001年の国勢調査時には33人で、イタリア国内で最も人口の少ないコムーネであった。2017年に日本のテレビ局がこの村を取材したが、そのときに人口は27人(平日の村の人口は13人)と紹介されていた。

### 教育
教会はあるが学校はなく、村の子供はバッラービオやレッコの学校まで、スクールバスか自家用車で通うことになる。

## 行政
議会は、バッラービオと合同で開かれる。

### 分離集落
以下の分離集落（フラツィオーネ）がある。
- Medalunga, Frasnida, Costa, Zuccaro, Selvano, Fracchio, Pallio e Boaccio, Frasnida, Zuccaro le Piotte

### 山岳部共同体
- 広域行政組織である山岳部共同体（イタリア語版）「ヴァルサッシーナ、ヴァルヴァッローネ、ヴァル・デージノ・エ・リヴィエラ山岳部共同体」 (it:Comunità montana della Valsassina, Valvarrone, Val d'Esino e Riviera) （事務所所在地: バルツィオ）に属するコムーネである。

## 姉妹都市
- ブルマーノ、イタリア 2007年